# (30840) Jackalice
(30840) Jackalice est un astéroïde de la ceinture principale.

## Description
(30840) Jackalice est un astéroïde de la ceinture principale. Il fut découvert le 15 avril 1991 à l'observatoire Palomar par Carolyn S. Shoemaker et David H. Levy. Il présente une orbite caractérisée par un demi-grand axe de 2,65 UA, une excentricité de 0,20 et une inclinaison de 12,2° par rapport à l'écliptique.

## Compléments